# 七寶寺 (四川)
七寶寺又名龍台院、南池書院，位於四川省南充市嘉陵區七寶寺鎮白虎溝村藏珠山上，始建年代無考，明正德十三年（1708年）重修，清康熙、乾隆年間增建。
七宝寺占地面積2600平方公尺，總建築面積1800平方公尺。寺依山勢而建，坐北向南，採用傳統的均衡對稱方式佈局，沿中軸線自甫向北依次分佈有牌坊、山門、前殿、大殿、文昌樓、奎星樓、南池書院樓等建築，再以廂房、廊廡等相連接，形成封閉性較強的四合院式建築群。七寶寺特點鮮明，是川東北地區規模最大的書院建築群，具有典型代表性。
1994年，七寶寺被南充市人民政府公佈為市級文物保護單位；2012年7月16日，公佈為第八批四川省文物保護單位；2019年10月7日，公布为第八批全国重点文物保护单位。